# Bestia z Elmendorf
Ten artykuł dotyczy stworzenia, którego istnienia nie potwierdza współczesna zoologia.
Bestia z Elmendorf (Beast of Elmendorf) – rzekome stworzenie obwiniane o ataki na zwierzęta domowe w Elmendorf w Teksasie. Pojawiło się kilkanaście teorii wyjaśniających jego naturę, m.in. że był to nagi pies meksykański, którego wygląd zewnętrzny został zmieniony przez ciężką chorobę, lub skrzyżowanie wilka i kojota. Część mieszkańców Elmendorf łączyła ataki i obserwacje bestii z opowieściami o chupacabrze, podczas gdy inni wierzyli, iż stworzenie jest efektem eksperymentów genetycznych, który uciekł z laboratorium. Pojawiły się również teorie, iż zwierzę jest nieznanym nauce psowatym, który zetknął się z człowiekiem, kiedy jego środowisko naturalne zostało zniszczone.
W sierpniu 2004 zwierzę, które uważano za bestię z Elmendorf, zostało zastrzelone przez ranczera, Devina McAnally'ego. Stało się to zaraz po tym, jak stworzenie zaatakowało jego zwierzęta domowe. Ważyło ono 9 kilogramów i było bardzo wychudzone. Jego skóra była niebieskawa, bezwłosa i wyglądało na to, że pokryta jest drobnymi łuskami. Specjaliści z zoo w San Diego nie byli w stanie rozstrzygnąć jednoznacznie, do jakiego gatunku należało zwierzę, ale na podstawie badań czaszki orzekli, że był to nagi pies meksykański. Inni eksperci stwierdzili, że stworzenie nie było naturalnie łyse, a brak włosów został spowodowany przez pasożytniczą infekcję. Badania DNA pobranego z ciała potwierdziły jedynie, że należało ono do psowatych.
Dwa podobne ciała zostały znalezione w Teksasie w 2005. Okazały się one zwłokami kojotów cierpiących na choroby skórne.